# Tuxedomoon
Tuxedomoon je americká hudební skupina experimentální hudby, založená roku 1977 v San Francisku. 
Skupina navazovala na hnutí beat generation a hippies, její členové začínali v avantgardním divadelním souboru Angels of Light. Lokální novou vlnu tvořili se skupinami The Residents, Chrome a MX-80 Sound, s nimiž jsou zastoupeni na kompilaci Subterranean Modern, vydané v roce 1979 u Ralph Records. Patřili k představitelům post-punku, vycházeli spíše z evropské než americké hudební tradice, k jejich inspiračním zdrojů patřil kabaret, jazz, Igor Stravinskij i Brian Eno. Kombinovali zvuk syntezátoru se saxofonem a violou, nepoužívali bicí nástroje. K projevu Tuxedomoon patří také abstraktně pojaté texty a pódiová show, kterou vytvářeli výtvarníci Bruce Geduldig a George Kakanakis. Během newyorského období se podíleli na hudbě k filmu Eda Bertoglia Downtown 81. Od počátku 80. let 20. století skupina sídlí v Bruselu. 
Jejich album Divine vychází ze stejnojmenného baletu Maurice Béjarta o životě Grety Garbo. Skladbu „Some Guys“ použil Wim Wenders ve filmu Nebe nad Berlínem. Spolupracovali také s cimbálovkou Taraf de Haïdouks. S britskou dvojicí Cult with No Name nahráli soundtrack k filmu Blue Velvet Revisited, navazujícímu na Modrý samet.
Členové v Tuxedomoon jsou Blaine Leslie Reininger, Steven Allan Brown, Luc Van Lieshout a od roku 2016 také rakouský videoartista David Haneke, syn Michaela Hanekeho. V původní sestavě byl Blaine Leslie Reininger, Steven Allan Brown a Peter Principle Dachert, se skupinou vystupoval také loutkář a originální zpěvák Winston Tong.

## Diskografie
- Half-Mute (1980)
- Desire (1981)
- Divine (1982)
- Holy Wars (1985)
- Ship of Fools (1986)
- You (1987)
- The Ghost Sonata (1991)
- Joeboy in Mexico (1997)
- Cabin in the Sky (2004)
- Vapour Trails (2007)
- Pink Narcissus (2014)
- Blue Velvet Revisited (2015)